# كاندام

جاندام آر اكس 79-2 وهو أول آليي الجاندام ظهورا

كاندام (باليابانية: ガンダム، بالروماجي: Gandamu (گاندامو)) سلسلة غير مترابطة من مسلسلات الأنمي عن الميكا، يجمعها تقديم الآلي العملاق جاندام بشكل رئيسي واستخدامه في حروب الفضاء المستقبلية. السلسلة من إنتاج استوديوهات سنرايز، وقد بدأت السلسلة بالمسلسل البدلة المتنقلة جاندام في أبريل 1979.

## مسلسلات وأفلام أنمي جاندام
| مسلسلات أنمي تلفزيونية                                                  | أوفا أنمي                                        | أفلام أنمي                       |
| ----------------------------------------------------------------------- | ------------------------------------------------ | -------------------------------- |
| البدلة المتنقلة جاندام (تُعرف أيضاً باسم "فرست جاندام" واسم "جاندام 0079) | البدلة المتنقلة جاندام 0080 حرب في الجيب         | البدلة المتنقلة جاندام: هجوم شار |
| البدلة المتنقلة زيتا جاندام                                             | البدلة المتنقلة جاندام 0083 ستاردست ميموري       | البدلة المتنقلة جاندام F91       |
| البدلة المتنقلة جاندام ZZ                                               | البدلة المتنقلة جاندام: فريق ب.م. رقم 08         |                                  |
| البدلة المتنقلة فيكتوري جاندام                                          | التقرير المتنقل الجديد جاندام وينج: إندليس والتز |                                  |
| المقاتل المتنقل جي جاندام                                               | جاندام إيفولف                                    |                                  |
| التقرير المتنقل الجديد جاندام وينج                                      | البدلة المتنقلة جاندام سيد ع.ك. 73 ستارجيزر      |                                  |
| ما بعد الحرب جاندام إكس                                                 | البدلة المتنقلة جاندام UC                        |                                  |
| ترن أ جاندام                                                            |                                                  |                                  |
| البدلة المتنقلة جاندام سيد                                              |                                                  |                                  |
| البدلة المتنقلة جاندام سيد ديستني                                       |                                                  |                                  |
| البدلة المتنقلة جاندام 00                                               |                                                  |                                  |
| إس دي جاندام                                                            |                                                  |                                  |

## روابط خارجية
- كاندام على موقع ميوزك برينز (الإنجليزية)
- كاندام على موقع ANN anime (الإنجليزية)